# شبکه تلویزیونی طپش
شبکه تلویزیونی طپش (PBC) یکی از شبکه‌های فارسی‌زبان و خصوصی است که در شهر لس آنجلس در ایالت کالیفرنیای آمریکا مستقر است و توسط علیرضا امیرقاسمی و مسعود جمالی در اکتبر ۱۹۸۹ راه‌اندازی شد. مسعود جمالی در سال ۲۰۰۹ از این شبکه جدا شد و پس از آن در سال ۲۰۱۰ نیز نام شبکه به TI تغییر کرد. این شبکه هم‌اکنون از طریق ماهواره یاه ست برای ایران و خاورمیانه و با نام طپش برنامه پخش می‌کند. شبکه طپش در نوروز سال ۱۴۰۰ در سی و دومین برنامه ی مجلل نوروزی طپش که هر ساله توسط علیرضا امیرقاسمی مدیریت شبکه ی طپش بر گزار و ساخته میشود، برای نخستین بار در تاریخ تلویزیونی ایران تولید و پخش بصورت 4K FULL HD شد.